# Golfkrigen
 For alternative betydninger, se Golfkrigen (flertydig). (Se også artikler, som begynder med Golfkrigen)
Golfkrigen (2. august 1990 – 28. februar 1991) var en konflikt mellem en 34 lande stor amerikansk ledet koalition med mandat fra FN og Irak ledet af Saddam Hussein. Ofte bruges navnet Operation Desert Storm, USA's militære navn for selve angrebsfasen, om krigen.
Golfkrigen blev indledt, da Irak under Saddam Hussein indtog nabolandet Kuwait for at sikre sig oliekilder i august 1990. Dette betød, at FN greb ind, og at USA, med præsident George H.W. Bush i spidsen, med militær magt besejrede de irakiske styrker efter en længere og forudgående bombekampagne fra luften, der startede d. 17. januar 1991. De amerikanske tab var historisk få for en landkrig, mens de irakiske var betydelige.

## Optakten
Fem dage efter Iraks invasion af Kuwait d. 2. august 1990 sendte USA styrker fra hæren, marinekorpset, luftvåbnet og flåden til Saudi-Arabien med den begrundelse, at Irak forberedte en invasion her. Denne forsvarsaktion blev kaldt Operation Desert Shield.
Samtidig bad USA andre lande sende tropper til området. De amerikanske bestræbelser på at samle en koalition var så vellykkede, at da kamphandlingerne begyndte d. 17. januar 1991, havde 12 lande sendt flådestyrker, der supplerede den amerikanske flådestyrke på seks hangarskibsgrupper. Endvidere havde otte lande sendt landtropper, der supplerede tropper fra Bahrain, Kuwait, Oman, Qatar, Saudi-Arabien og de Forenede Arabiske Emirater sammen med de amerikanske landstyrker, der bestod af sytten tunge, seks lette og ni marineinfanteribrigader. Samlet set deltog 2.430 fly på koalitionens side.
Til forsvar mod denne massive styrke havde Irak kun nogle få kanonbåde og små missilbåde, mens de på landjorden havde 1.200.000 mand landtropper og ca 5.800 kampvogne, 5.100 pansrede køretøjer og 3.850 artilleripjecer. I luften havde Irak 750 kampfly og bombefly, 200 andre fly og et stort luftforsvar.
Men kampvognene som blev brugt af irakerne, var hovedsagelig kopier af 50 år gamle sovjetiske kampvogne. Kampvognenes panserbrydende ammunition var gamle russiske eller kinesiske typer, der ellers var blevet udfaset i 1970'erne. Den samme mangel på moderne udstyr gjorde sig gældende i det meste af det irakiske militær.

## Luftkrigen
Dagen efter den deadline, der var fastsat ved FN-resolutionen, startede koalitionen et voldsomt luftangreb med mere end 1.000 daglige togter. Angrebet indledtes d. 17. januar, da otte amerikanske AH-64 Apache kamphelikoptere ødelagde irakiske radarinstallationer nær grænsen til Saudi-Arabien. Radarinstallationerne ville have kunnet advare irakerne om det forestående luftangreb, men var nu sat ud af drift. Kort efter fløj to EF-111 Raven og 22 F-15E Strike Eagle kampfly imod de to største og mest beskyttede flyvestationer i Irak.
Derefter angreb ti F-117 Nighthawk stealth jagerbombere og tre EF-111 den irakiske hovedstad, Bagdad.
Minutter efter angrebet på Bagdad affyrede den amerikanske flåde BGM-109 Tomahawk-missiler mod byen. Angrebet fortsatte i timevis. Regeringens bygninger, irakiske TV-stationer, lufthavne og Saddam Husseins paladser blev ramt. Fem timer efter de første angreb sagde Saddam Hussein på den nationale radiokanal, at "Den store duel, moderen til alle slag, er begyndt. Sejrens morgengry nærmer sig."
Irak svarede igen ved at affyre otte Scud missiler mod Israel den næste dag. Koalitionens første prioritet var at ødelægge det irakiske luftvåben og luftforsvar. Det var hurtigt overstået, og resten af luftkrigen kunne koalitionens kampfly operere forholdsvis frit. På trods af Iraks store mængde luftforsvar mistede koalitionen kun et enkelt fly den første dag. Fly med Stealth teknologi blev flittig brugt i den første fase af krigen netop for at undgå luftforsvaret. Derefter kunne andre typer fly nemmere bruges. Bombetogterne blev primært indledt fra Saudi-Arabien og fra de seks hangarskibe i den Persiske Golf og Rødehavet.

### Det irakiske luftvåben flygter til Iran
I den første uge af luftkrigen blev der fløjet nogle irakiske missioner, men de gjorde begrænset skade, og 38 irakiske MiG-kampfly blev skudt ned af koalitionens fly. Kort efter begyndte de irakiske fly at flygte til Iran. Mellem 115 og 140 kampfly søgte tilflugt i Iran. Denne masseflugt overraskede koalitionen, der ikke nåede at reagere, før de fleste fly fra det irakiske luftvåben var nået i "sikkerhed" på iranske flybaser. Iran beholdt kampflyene som krigsskadeserstatning for Iran-Irak-krigen, og piloterne blev først frigivet flere år senere.

## Landkrigen
Koalitionsstyrkerne dominerede luften med deres teknologiske fordele, mens de to parters landstyrker blev anset for mere lige. Koalitionen havde en stor fordel, fordi de havde vundet luftherredømmet, og havde derudover to klare fordele: Amerikanernes M1 Abrams-kampvogn var klart overlegen i forhold til de sovjetiske T-72 kampvogne, irakerne anvendte, og samtidig kunne koalitionsstyrkerne nemmere finde vej i ørkenen uden at være afhængige af faste kendemærker, fordi de brugte GPS-navigation. På denne måde kunne de udmanøvrere de irakiske styrker.

### Den første indtrængen i Irak
Elementer af den amerikansk 2. brigade, 1. kavaleridivision, udførte en hemmelig opklaringsmission ind i det irakiske territorium d. 9. februar 1991. De blev fulgt af en ny opklaringsstyrke d. 20. februar, der nedkæmpede en irakisk bataljon. Den 22. februar gik Irak ind på et sovjetisk forslag til en fredsaftale. Aftalen indebar, at Irak skulle trække alle styrker ud af Kuwait indenfor tre uger. USA gik imod forslaget, men proklamerede, at irakiske styrker ikke ville blive angrebet, hvis de var under tilbagetrækning og gav de irakiske styrker 24 timer til at forlade Kuwait.

### Koalitionen angriber med landstyrker
Kort efter blev det amerikanske VII Korps samlet i fuld styrke og startede et angreb med kampvogne ind i Irak vest for Kuwait. Det overraskede de irakiske styrker. Samtidig angreb det amerikanske XVIII luftbårne korps over den stort set uforsvarede ørken i det sydlige Irak, ledet af 3. pansrede kavaleriregiment og 24. mekaniserede infanteridivision. Den venstre flanke blev sikret af den franske 6. lette panserdivision. Den hurtige franske division overvandt hurtigt den irakiske 45. infanteridivision med kun en håndfuld tab og indtog en blokerende stilling, der forhindrede ethvert irakisk modangreb på flanken. Angrebets højre flanke blev beskyttet af den britiske 1. panserdivision. Da koalitionen var trængt dybt ind i det irakiske territorium, drejede de mod øst og angreb den irakiske Republikanske Garde i flanken.
Den Republikanske Garde kunne ikke modstå angrebet, og under flere forskellige kampvognsslag blev den slået tilbage. Koalitionens tab var minimale.
Fremrykningen gik langt hurtigere, end de amerikanske generaler havde forventet. Den 26. februar begyndte de irakiske tropper at trække sig ud af Kuwait, men satte dog i stort omfang ild til oliefelterne i Kuwait under tilbagetrækningen, hvilket førte til den største menneskeskabte uproduktive afbrænding af olie nogensinde, og man oplevede nedfald så langt borte som i Himalaya. En lang konvoj af flygtende irakiske tropper hobede sig op på den største hovedvej mellem Kuwait og Irak. Denne konvoj blev angrebet så kraftigt, at amerikanerne kaldte den "Dødens Hovedvej". Kritikere af aktionen mener, at kolonnen også indeholdt krigsfanger og flygtende irakiske civile. Styrker fra USA, Storbritannien og Frankrig fortsatte med at forfølge de flygtende irakere over grænsen og ind i Irak og nåede til et punkt 240 km fra Bagdad, før de trak sig tilbage igen.
100 timer efter at landkrigen var begyndt, erklærede præsident Bush våbenhvile, og d. 27. februar var Kuwait befriet.

## Slutspil og konsekvenser
Irak blev fordrevet fra Kuwait, og fra militær side blev det vurderet, at en indtagelse af hovedstaden Bagdad ville kunne foregå forholdsvis smertefrit, da Saddams militær viste tegn på kollaps. Den amerikanske politiske ledelse bestemte sig dog i sidste øjeblik til at afstå fra dette.
Som George H.W. Bush senere skrev, så manglede der en tilbagetrækningsstrategi, og han frygtede for. hvor lang tid en evt. invasion ville forpligte amerikanerne.

## Efterspil og optakten til Irakkrigen
Efter krigen fulgte en periode med skiftevis FN-inspektion og FN-blokade mod Irak og med konstant overflyvning og spredt bombning udført af amerikansk og britisk militær, bl.a. Operation Desert Strike (sept. 1996) og Operation Desert Fox (dec. 1998). Derudover var der en flyveforbudszone nord for 36°N for at beskytte Iraks kurdere, og en syd for 33°N for at beskytte Iraks marskarabere.
Dette foregik, indtil den amerikansk ledede "Koalition af Villige Lande" i 2003 på ny gik i krig mod landet og væltede det irakiske regime.